# Saint-Hilaire-les-Monges
Saint-Hilaire-les-Monges – miejscowość i gmina we Francji, w regionie Owernia-Rodan-Alpy, w departamencie Puy-de-Dôme.
Według danych na rok 1990 gminę zamieszkiwało 135 osób, a gęstość zaludnienia wynosiła 13 osób/km² (wśród 1310 gmin Owernii Saint-Hilaire-les-Monges plasuje się na 709. miejscu pod względem liczby ludności, natomiast pod względem powierzchni na miejscu 798.).